# ミランダ級
ミランダ級（ミランダきゅう、Miranda class）は、アメリカのSFドラマ・映画『スタートレック』シリーズに登場する、惑星連邦宇宙艦隊保有の架空の宇宙艦の艦級名の一つである。

## 概要
劇場版第2作『スタートレックII カーンの逆襲』でU.S.S.リライアント NCC-1864として初登場する。初代エンタープライズに代表されるコンスティテューション級宇宙艦をベースにした艦級であり、『スタートレック』においてコンスティテューション級以外で初めて画面に登場した惑星連邦宇宙艦である。
ミランダ級初登場は23世紀後半から使用されているが、エクセルシオール級やオーベルト級と同様に24世紀後半になってもよく運用されている場面を見ることができる。24世紀では『スタートレック:ディープ・スペース・ナイン（DS9）』の主人公ベンジャミン・シスコ中佐が少佐時代にU.S.S.サラトガ NCC-31911に副長として勤務している。またDS9のシーズン5以降に見られるドミニオン、カーデシア艦隊との大規模な艦隊戦や、劇場版第8作『スタートレック:ファーストコンタクト』での艦隊戦において大量のミランダ級艦が投入されている。
艦級名はウィリアム・シェイクスピアの戯曲『テンペスト』の登場人物、ミランダに由来している。

## 構造
ミランダ級はコンスティテューション級をベースにその第2船体を省略し、円盤部とワープナセルを直結させた設計となっている。円盤部の後部には大型の貨物コンテナが拡張されている。ミランダ級と同様のデザインコンセプトを持つ艦に、ギャラクシー級がベースとなったネビュラ級がある。
ミランダ級は3種類の形状が確認できる。1番目のタイプは、第1船体の後方上部に取りつけられたアーチ状の構造物（ロールバー）を持つもので、その中央部に光子魚雷の格納庫と発射管を、両脇にフェイザーを装備している。2番目のタイプは、そのロールバーを持たないものである。3番目のタイプは、ロールバーは持たないが、第1船体の両舷に発光する構造物（用途不明）を持つものである。
なおミランダ級にはワープ中に航路上のデブリを除去する機関であるディフレクター盤がないが、これに関してはトラクタービームエミッターで代用しているとされている。
『スタートレック』シリーズに登場するモブ連邦艦は第2船体がなく（もしくは小さく）ワープナセルが下向きについている船が多いが、それらはミランダ級のデザインを踏襲する形となっている。また完全新デザインではなく既存の船のパーツを流用したモデルというアイデアは画期的であり、「ファンが船のパーツから年代の考察ができる」、「元となった艦級から船の性能の想像がつく」、「制作コストが抑えられる」、「モブ宇宙艦デザインに柔軟性が生まれる」といった利点がある。

### ソユーズ級
ミランダ級とよく似た姿をしているソユーズ級 (Soyuz class) 宇宙艦がある。これはミランダ級をベースに武装やセンサーを増強したモデルである。ソユーズ級はミランダ級の改装強化型であるのだが、ミランダ級が24世紀後半においても現役なのに対し、ソユーズ級が運用されていたのは23世紀までである。
U.S.S.ボーズマンNCC-1941がTNG118話「恐怖の宇宙時間連続体」に登場し、80年以上任務に就いていないことが述べられている。撮影用模型は、上記のU.S.S.リライアントを流用し改造して使っていた。

## ミランダ級宇宙艦一覧
U.S.S.リライアント（U.S.S.Reliant NCC-1864）2285年、ジェネシス計画に用いるための惑星を探索中に、セティ・アルファ5号星付近でカーンらにより乗っ取られる。U.S.S.エンタープライズ NCC-1701と交戦し、破壊される（『スタートレックII カーンの逆襲』）。
U.S.S.サラトガ（U.S.S.Saratoga NCC-1867）2286年、航行中に正体不明の探査船によってシステムを不能にされる（劇場版第5作『スタートレックIV 故郷への長い道』）。
U.S.S.サラトガ （U.S.S.Saratoga NCC-31911）ウルフ359の戦いに参加、喪失（DS9「聖なる神殿の謎」(Emissary)）。ベンジャミン・シスコが副長を務めていた。
U.S.S.シカー（U.S.S.ShirKahr NCC-31905）バルカンの都市の一つであるシカーから。2374年、チントカにあるドミニオンの無人軌道武器プラットフォームを攻撃中に、攻撃を受け喪失（DS9「決意の代償」(Tears of the Prophets)）。
U.S.S.シタック（U.S.S.Sitak NCC-31859）2374年、ディープ・スペース・ナインの奪還作戦中にカーデシア船の攻撃を受け喪失（DS9「ディープスペース・ナイン奪還作戦（後編）」(Sacrifice of Angels)）。
U.S.S.テンアンモン（U.S.S.Tian An Men NCC-21832）中国の天安門広場から。2368年、遮蔽装置を使用したロミュラン船をスキャンするためのタキオン探知網形成に参加（TNG「クリンゴン帝国の危機(後編)」(Redemption, Part II)）。2373年にカーデシアとの国境付近で消息を絶つ（カーデシアの攻撃を受け破壊されたものと推定された）。DS9「プレゼント大作戦」(In the Cards)）。しかしその後帰還し、2374年、チントカにあるドミニオンの無人軌道武器プラットフォームへの攻撃に参加し、U.S.S.ディファイアントなどと共に勝利に貢献（DS9「決意の代償」(Tears of the Prophets)）。
U.S.S.トライアル（U.S.S.Trial NCC-1948）2372年、ディープ・スペース・ナインがクリンゴン帝国の艦隊による攻撃を受けた際、応援に駆けつけたハスター提督指揮の6隻からなる艦隊のうちの1隻（DS9「クリンゴンの暴挙(後編)」(The Way of the Warrior, Part II)）。
U.S.S.ノーチラス（U.S.S.Nautilus NCC-31910）ジュール・ヴェルヌの小説に登場する潜水艦ノーチラス号から。2374年、チントカにあるドミニオンの無人軌道武器プラットフォームへの攻撃に参加（DS9「決意の代償」(Tears of the Prophets)）。
U.S.S.ブラッテン（U.S.S.Brattain NCC-21166）アメリカの物理学者ウォルター・ブラッテンから。2367年、乗組員が次々と発狂を起こし、1人を除く全員が死亡する（TNG「謎めいた狂気」(Night Terrors)）。
U.S.S.ヘリン (U.S.S.Helin, NCC-1692)アメリカの天文学者エリナー・F・ヘリンから。2293年、ジェームズ・T・カークとレナード・マッコイを救出する試みに参加したかもしれない船の一つ（『スタートレックVI 未知の世界』）。
U.S.S.マジェスティック（U.S.S.Majestic NCC-31060）2374年、ディープ・スペース・ナインの奪還作戦中にカーデシア船の攻撃を受け喪失（DS9「ディープスペース・ナイン奪還作戦（後編）」(Sacrifice of Angels)）。
U.S.S.ラントリー（U.S.S.Lantree NCC-1837）2293年、セクター22858のコロニーへ物資を輸送した（『スタートレックVI 未知の世界』）。2365年、船内に急速に老化を促進する抗体が入りこみ、乗組員が全滅。抗体拡散を防止するためU.S.S.エンタープライズDによって破壊された（TNG「D.N.A.」(Unnatural Selection)）。